# Нощенко Микола Петрович
Нощенко Микола Петрович (21 лютого 1945, смт. Шахта 6 Капітальна, Будьоннівський район, Сталінська область — 13 травня 2021) — український політик, депутат ВРУ 4-го скликання (квітень 2002 — квітень 2006), член Народної партії України, віце-президент Всеукраїнського благодійного фонду екології і соціального захисту «Наше майбутнє». Голова підкомітету з питань фінансування соціальних програм бюджетного Комітету Верховної Ради України з питань бюджету, член депутатської групи Народного блоку Литвина. Є міноритарним засновником ТОВ «Укртехносинтез». Входив до складу так званої «кучмівської більшості».

## Біографія
Микола Нощенко народився 21 лютого 1945 року в селищі Шахта 6 Капітальна Будьоннівського району Сталінської області. Вищу освіту здобув у Українському інституті інженерів водного господарства, що у місті Рівне, за спеціальністю інженер-гідротехнік. Після закінчення вишу проходив службу у Збройних Силах Радянського Союзу.
Свій робочий шлях розпочав на кафедрі гідравліки Українського інституту інженерів водного господарства, а згодом став працювати на виборних комсомольських посадах у місті Рівне — відповідальним працівником Рівненського облвиконкому, референтом, провідним спеціалістом, головним спеціалістом, завідувачем сектору, заступником завідувача відділу Кабінету Міністрів України.
У 1993 розпочав роботу на керівних посадах в уряді — заступником Міністра соціального захисту населення України, заступником Міністра праці і соціальної політики України, директором Департаменту Міністерства праці і соціальної політики України.
Народним депутатом України був обраний у 2002 році в Глухівському виборчому окрузі № 160 Сумської області, де за нього проголосувало 37,86% виборців. У Верховній Раді входив до складу депутатської фракції «Трудова Україна».
У парламенті був головою підкомітету з питань фінансування соціальних програм Комітету Верховної Ради України з питань бюджету, членом Тимчасової слідчої комісії ВРУ для з'ясування причин, що призвели до кризового фінансового стану Акціонерного комерційного агропромислового банку «Україна», та перевірки законності при здійсненні його ліквідації, членом Тимчасової спеціальної комісії ВРУ з питань фінансово-економічного обґрунтування джерел і механізму відновлення заощаджень громадян України, членом груп з міжпарламентських зв'язків з Федеративною Республікою Німеччина, Турецькою та Австрійською Республіками.

## Нагороди
Нагороджений орденом «За заслуги» III ступеня, Почесною грамотою Верховної Ради України, Почесними грамотами Кабінету Міністрів України.

## Особисте
Одружений, має двох дітей і чотирьох онуків.